# Federico Cattani Amadori
Federico Cattani Amadori (ur. 17 kwietnia 1856 w Marradi, zm. 11 kwietnia 1943 w Rzymie) – włoski kardynał.

## Życiorys
Ukończył seminarium w rodzinnej Diecezji Modigliana. Święcenia kapłańskie otrzymał 5 października 1879. Przez następne kilkadziesiąt lat pracował duszpastersko w rodzinnej diecezji. W latach 1888–1906 był wikariuszem generalnym. W 1904 otrzymał godność prałata. W latach 1906–1909 odbył dalsze studia w Rzymie. Po ich ukończeniu został wizytatorem apostolskim w Marsica i audytorem Jego Świątobliwości. Od 1921 sekretarz kardynalskiej komisji dla rozstrzygania kwestii pomiędzy rzymskimi kongregacjami. W latach 1924–1935 sprawował funkcję sekretarza Sygnatury Apostolskiej. Od 1926 pronotariusz apostolski.
Na konsystorzu z grudnia 1935 otrzymał kapelusz kardynalski. Brał udział w konklawe 1939. Nigdy nie przyjął święceń biskupich. Zmarł na serce w Rzymie i pochowany został w parafialnym kościele w rodzinnym miasteczku.